# ینیجه (آق‌داش)
ینیجه (به لاتین: Yenicə) یک منطقه مسکونی در جمهوری آذربایجان است که در شهرستان آق‌داش واقع شده است. ینیجه ۱۵۴۵ نفر جمعیت دارد.